# Passos Maia
Passos Maia är en kommun i Brasilien.   Den ligger i delstaten Santa Catarina, i den södra delen av landet, 1 300 km söder om huvudstaden Brasília. Antalet invånare är 4 429.
I omgivningarna runt Passos Maia växer i huvudsak städsegrön lövskog. Runt Passos Maia är det glesbefolkat, med 13 invånare per kvadratkilometer.